# Desiderato Chiaves

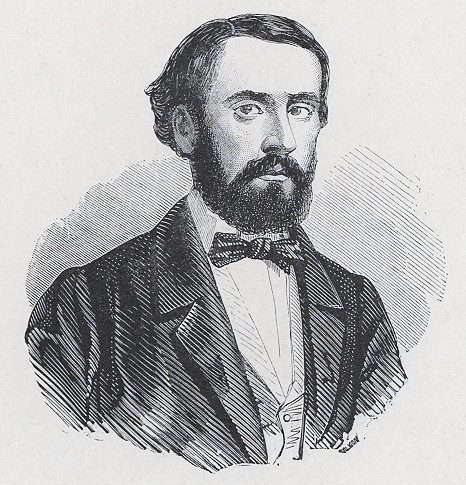

Desiderato Chiaves, född 2 oktober 1825 i Turin, död där 29 juni 1895, var en italiensk politiker och dramatiker.
Chiaves blev juris doktor vid 20 år, vann anseende såsom advokat och invaldes 1853 i sardinska parlamentet, där han anslöt sig till de moderat-liberala (Camillo di Cavours, Marco Minghettis och Bettino Ricasolis parti). Han tillhörde sedermera italienska parlamentet, i vilket han en tid var vicepresident. Åren 1865–66 var han inrikesminister under Alfonso La Marmora.
Chiaves gjorde lycka som teaterförfattare, bland annat med lustspelet Lo zio Paolo. Han utgav sina samlade komedier under titeln Ricreazioni d'un filodrammatico (1876).